# Berkel
Berkel (Bk, łac. berkelium) – sztuczny pierwiastek chemiczny, aktynowiec. Nazwa pochodzi od nazwy miasta Berkeley w Kalifornii, będącego siedzibą Uniwersytetu Kalifornijskiego oraz jednego z najważniejszych ośrodków badań jądrowych na świecie. Odkryli go tamże w 1949 r. Glenn T. Seaborg, Albert Ghiorso i Stanley G. Thompson bombardując 241Am cząstkami α. Obecnie wytwarza się 249Bk (stanowiący materiał rozszczepialny) w wyniku kolejnych reakcji wychwytu neutronu poczynając od 244Cm. Do lepiej poznanych związków berkelu należy chlorek berkelu(III), BkCl3.